# Bandeira de Tver
A Bandeira de Tver é um dos símbolos oficiais do oblast de Tver, uma subdivisão da Federação Russa. Foi adotada em 28 de novembro de 1996. 

## Descrição
Seu desenho consiste em um retângulo com proporções largura-comprimento de 2:3 dividido em três faixas verticais de diferentes larguras. As cores das faixas a partir do mastro são ouro, vermelho, ouro, a proporção das faixas é de 1/4, 1/2 e 1/4, respectivamente. Na faixa vermelha central está um dos elementos principais do brasão do Oblast, um trono dourado com assento verde, sobre o qual está uma coroa semelhante às usadas pelos czares. A largura total da imagem do elemento central do emblema na bandeira da região é Tver 1/4 da largura total.